# Northrop AQM-38

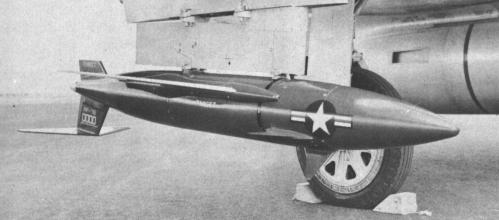
AQM-38A em um avião lançador F-89 Scorpion

O AQM-38 era um Drone alvo dos Estados Unidos desenvolvido durante a década de 1950 pela divisão Radioplane da Northrop Corporation, Newbury Park, Califórnia, e fabricada pela sua Divisão Ventura em Van Nuys, Califórnia. Amplamente utilizado para o treinamento de mísseis superfície-ar, mais de 2.000 mísseis foram construídos durante a sua produção e viu uso dentro dos Exército e Marinha dos Estados Unidos por quase vinte anos.

## Design e desenvolvimento

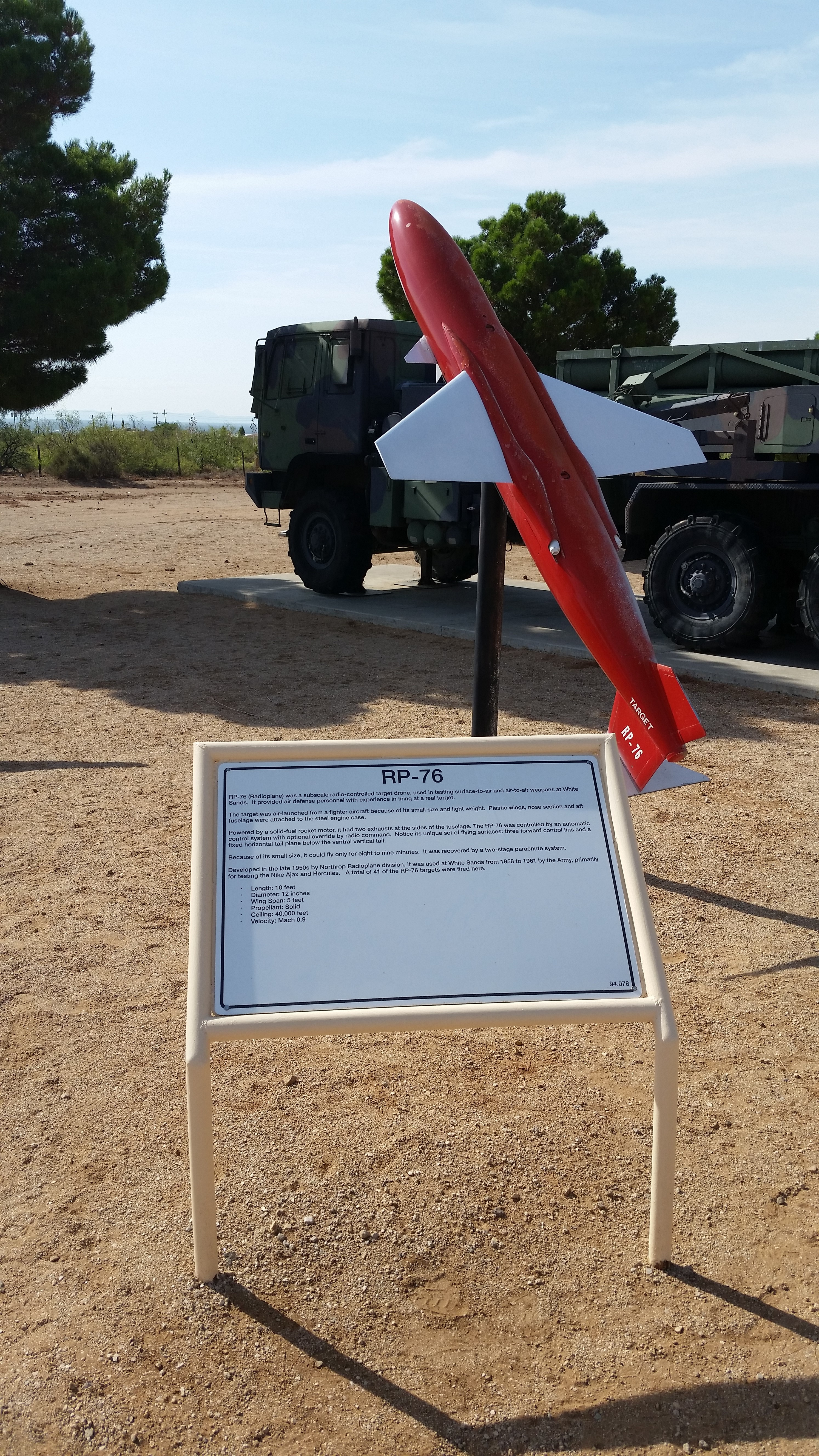
RP-76 em exibição no museu do White Sands Missile Range

Seguindo os ensaios do drone alvo  XKD4R , desenvolvido para a Marinha dos Estados Unidos, a Radioplane redesenhou a aeronave em uma versão melhorada, designada de RP-76, que voou pela primeira vez em 1959.
O RP-76 foi projetado para voar uma trajetória pré-programada no piloto automático, com comando de orientação por rádio sendo opcional. Como o XKD4R, o controle era fornecido por três aletas localizado na frente do corpo da máquina. Uma lente Luneberg  foi incluída para aumentar a assinatura radar do drone e de recuperação no final do voo era feita por paraquedas.

## Histórico operacional
Após seu primeiro voo em 1959, o RP-76 era lançado principalmente de um caça F-89 Escorpion da Força Aérea dos Estados Unidos, e foi amplamente utilizado pelo Exército dos EUA para o treinamento de operadores de mísseis superfície-ar; ele também foi usado no treinamento de pilotos de caça da USAF no combate ar-ar com armas de fogo.
Uma versão ligeiramente modificada, designado como RP-78, foi fornecida para a Marinha dos estados unidos; utilizando um foguete mais poderoso, produzindo 99 000 lbf (440
 kN) de empuxo, para impulsionar o o a uma velocidade máxima de Mach de 1,25.
Em 1963, o RP-76 e RP-78 receberam as denominações AQM-38A e AQM-38, respectivamente, no sistema de designação de mísseis. No total, mais de 2.000 exemplares do drone foram construídos pela Northrop, com os mísseis ficando em serviço com o exército dos estados unidos até que eles foram aposentados em meados da década de 1970.